# Avenue Cartier
L'avenue Cartier est une voie de la ville de Québec au Canada.

## Situation et accès
Cette rue commerciale située au centre du quartier Montcalm débute au nord en croisant le chemin Sainte-Foy et se termine au sud à l'intersection avec la Grande Allée. De nombreux autobus du Réseau de transport de la Capitale permettent d'accéder à l'avenue. Les Métrobus: 800 et 801, les bus: 25, 19, 11, 107, les eXpress: 214, 215, 283, 292, 294.  

## Origine du nom
Elle a été nommée en mémoire de l'homme politique George-Étienne Cartier.

## Historique
L'avenue Cartier depuis l’établissement de nombreux commerces depuis 1966, comme Texaco, la Tabagie Morency ou les produits pharmaceutiques Millet-Roux. Depuis, la rue évolue malgré les changements dans les commerces et reste un lieu très touristique de la Ville de Québec. 

## Bâtiments remarquables et lieux de mémoire
L'avenue Cartier contient un cinéma historique de la Ville de Québec, le Cinéma Cartier, qui diffuse des films depuis 1937. Le cinéma Cartier a entre autres reçu le cinéaste britannique Alfred Hitchcock et son film « La Loi du silence ».